# Szydłówek (województwo łódzkie)
Szydłówek – wieś w Polsce położona w województwie łódzkim, w powiecie pabianickim, w gminie Lutomiersk.
Miejscowość położona jest na Wysoczyźnie Łaskiej.
W latach 1975–1998 miejscowość administracyjnie należała do województwa sieradzkiego.
Inne miejscowości o nazwie Szydłówek: Szydłówek, Szydłów, Szydłowiec